# Kopriwsztica (gmina)
Kopriwsztica (bułg. Община Копривщица) – gmina w zachodniej Bułgarii, w obwodzie sofijskim.

## Miejscowości
Jedyną miejscowością gminy Kopriwsztica jest miasto Kopriwsztica.